# Ectrogatha himerata
Ectrogatha himerata är en fjärilsart som beskrevs av Walker 1862. Ectrogatha himerata ingår i släktet Ectrogatha och familjen nattflyn. Inga underarter finns listade i Catalogue of Life.